# Coupe Georges Boillot
Pour les articles homonymes, voir Georges Boillot et Boillot.

Arrondissement actuel de Boulogne-sur-Mer.

La Coupe Georges Boillot est une épreuve pour voitures de sport organisée durant les années 1920 à Boulogne-sur-Mer dans le département du Pas-de-Calais grâce à l'Automobile Club du Nord, en hommage à Georges Boillot disparu au front en 1916.

## Histoire

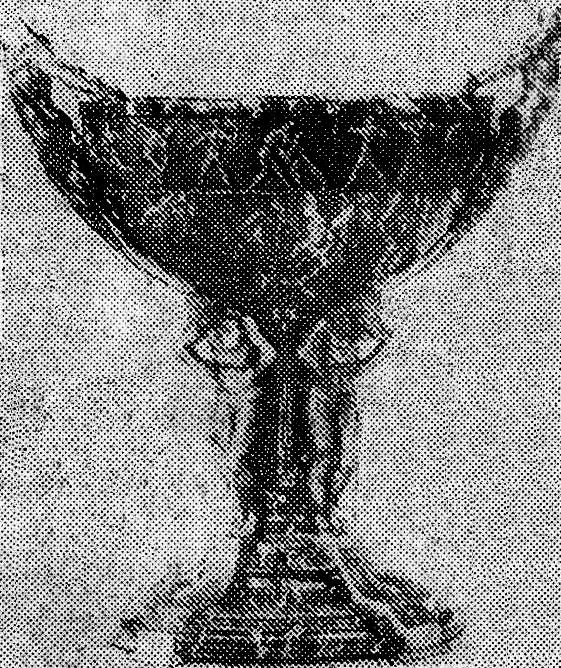
La Coupe Georges Boillot.

Le circuit routier de Boulogne, dans le Pas-de-Calais, eut trois phases d'existence : de 1909 à 1910 une boucle de forme triangulaire longue de 37,375 kilomètres passant par Saint-Martin-Boulogne, Le Wast et Desvres, puis en 1911 et 1913 un parcours de 51,984 kilomètres rallongé à l'est, en passant par Longueville et Selles, avant de revenir après-guerre à l'itinéraire originel, entre 1921 et 1928.
Avant-guerre, quatre éditions de course ont lieu, sous forme d'une Coupe des Voiturettes patronnée par le journal L'Auto. Georges Boillot la remporte en 1913 sur Peugeot, lors de la dernière édition avant le premier conflit mondial.

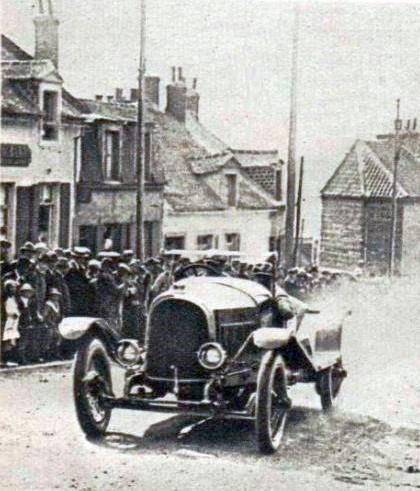
Ernest Artault sur Voisin, vainqueur du Meeting de Boulogne-sur-Mer en 1920.

Après les hostilités, la Coupe des Voiturettes reprend toujours comme Grand Prix en 1920, mais cette fois-ci définitivement sur le circuit du Mans. Boulogne-sur-Mer organise cependant un meeting en 1920, gagné par Hinstin pour le rallye, et surtout par Ernest Artault sur Voisin,,Sixième du GP de l'ACF tourisme 1922 sur Peugeot cette fois au circuit de Strasbourg, dans les divers prix de vitesse proposés. Une nouvelle épreuve de tourisme routier, catégorie Sport (avec handicap) désormais, apparaît à Boulogne en 1921, portant le nom du dernier vainqueur voiturettes, d'autant plus du fait de son décès en 1916. Paul Bablot est le seul pilote à s'imposer dans les deux formules (Voiturettes en 1911, et Sportscars en 1922). Proximité oblige, de nombreux pilotes anglais participent aux courses, dont Henry Segrave, George Eyston et Malcolm Campbell, vainqueurs en Voiturettes (Campbell en 1927 et 1928) et tous trois futurs recordmen du monde vitesse terrestre.
Les éditions ont lieu en juillet, puis se décalent à la fin du mois d'août. 
Pour les voitures de sport, les 37,375 kilomètres sont à couvrir douze fois, soit 448,5 km, effectués selon les années en 4 à 5 heures par les pilotes arrivants, un tour moyen étant accompli entre 20 et 30 minutes, avec une moyenne horaire de 100  à   115 km/h. En 1926 cependant la course devient véritablement d'endurance, avec 16 tours (598 kilomètres en près de 6 heures pour le meilleur Lagache), alors qu'en 1927 seuls 3 tours sont accomplis (en 1 heure), avant un retour aux 12 tours « traditionnels » en 1928.
10 à 20 concurrents en moyenne prennent le départ, se retrouvant le plus souvent à moins de 10 à l'arrivée (parfois même 2, comme en 1922).
De 1921 à 1928 se dispute également sur le circuit le Grand Prix automobile de Boulogne, pour les monoplaces.

## Palmarès

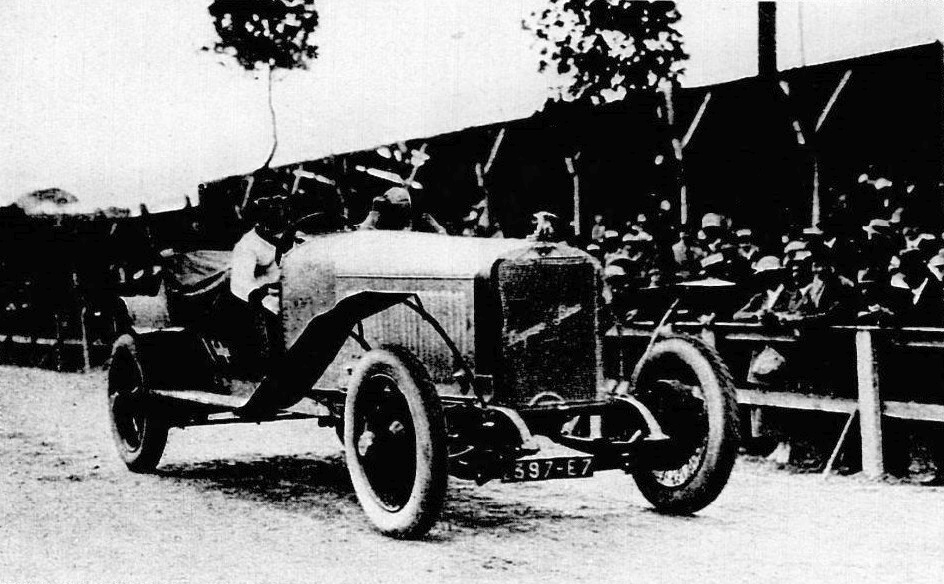
André Dubonnet vainqueur de la première Coupe Georges Boillot en 1921, sur Hispano-Suiza 7 l avec six cylindres en ligne.

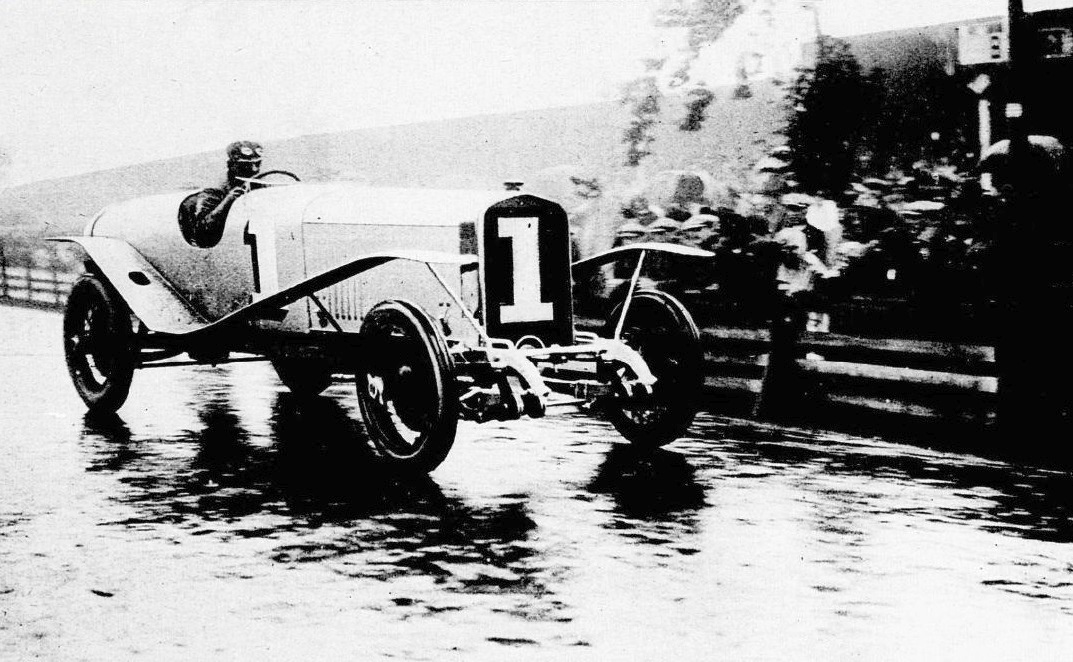
Paul Bablot vainqueur de la Coupe Georges Boillot en 1922, sur Hispano-Suiza H6 4.5 l.

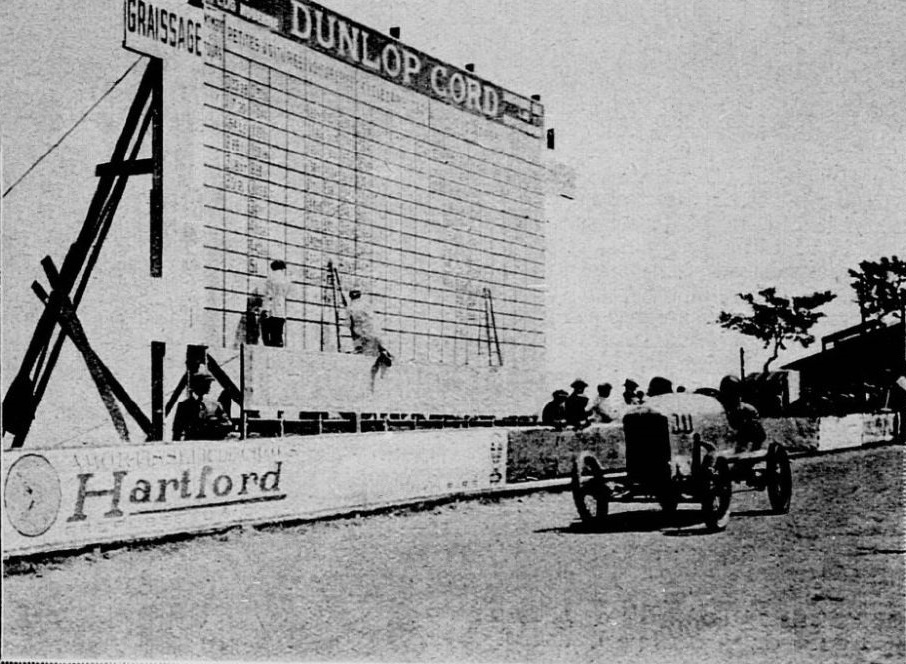
Tableau d'affichage de la deuxième Coupe Georges Boillot, en 1922.

| Année | Vainqueur                    | Voiture                                       |
| ----- | ---------------------------- | --------------------------------------------- |
| 1921  | André Dubonnet               | Hispano-Suiza 7 l L6,                         |
| 1922  | Paul Bablot                  | Hispano-Suiza H6 4,5 l                        |
| 1923  | Léonce Garnier André Pisart, | Hispano-Suiza H6 4,5 l Chenard & Walker 3,0 l |
| 1924  | René Léonard                 | Chenard et Walker 2,0 l L4                    |
| 1925  | André Lagache                | Chenard et Walker Tank 1,1 l L4               |
| 1926  | André Lagache                | Chenard et Walker 1,1 l L4                    |
| 1927  | Robert Laly                  | Ariès 3,0 l L4                                |
| 1928  | Boris Ivanowski              | Alfa Romeo 6C 1500 SS                         |